# Cranmore
Cranmore is een civil parish in het bestuurlijke gebied Mendip, in het Engelse graafschap Somerset met 667 inwoners.